# (35442) 1998 BR33
1998 BR33 (asteroide 35442) é um asteroide da cintura principal. Possui uma excentricidade de 0.05092320 e uma inclinação de 9.34305º.
Este asteroide foi descoberto no dia 31 de janeiro de 1998 por Takao Kobayashi em Oizumi.